# Jeff Bass
Jeffrey Graves (Shaker Heights, Ohio, 16 de mayo de 1961) es un productor de música ganador de un Grammy y un Óscar de Detroit, más conocido como uno de los Hermanos Bass y por su trabajo con Eminem.

## Carrera
Estuvo firmado a un contrato por Quincy Jones en 1980 a los 19 años.
Coescribió la canción "Lose Yourself" junto a Eminem, el cual ganó el Óscar para Mejor Canción Original en los 75.º Premios de Academia. La canción estuvo presentada en la película 8 Mile, protagonizada por Eminem en su debut como actor. Eminem y Bass anteriormente compartieron un Premio Grammy: el Mejor Álbum de Rap en 1999 con The Slim Shady LP. Bass hizo también de orador en "Public Service Announcement" y "Public Service Announcement 2000" (de The Slim Shady LP y The Marshall Mathers LP respectivamente), dos pistas que sirven como introducciones a los álbumes a los que pertenecen.

## Premios y distinciones
Premios Óscar
| Año  | Categoría              | Canción         | Película | Resultado |
| ---- | ---------------------- | --------------- | -------- | --------- |
| 2003 | Mejor canción original | «Lose Yourself» | 8 Mile   | Ganador   |